# Quirínia (gens)
Quirínia (em latim: Quirinius; pl. Quirinii) era uma família plebeia obscura da Roma Antiga. Nenhum membro desta gens aparece na história, mas vários são conhecidos por meio de inscrições.

## Origem
O nome Quirino pertence a uma classe de gentilícia derivada de outros nomes terminados em -inus.  Sua raiz, o sobrenome Quirino, era uma antiga palavra sabina, aparentemente derivada de quiris, que significa uma lança ou dardo. Como cognome, foi aplicado a Rômulo, o lendário fundador e primeiro rei de Roma. Mais tarde esse cognome foi aplicado a outras pessoas, incluindo uma família da gens Sulpícia, e divindades, incluindo Marte, Jano e o deificado Augusto .  

## Membros
- Lúcio Quirínio Amerímno, dedicou uma tumba em Roma à Sência Cleópatra, seu marido, Apuleio Proto, e seu filho, Sêncio Proto, datado do final do século I ou início do século II d.C. [4]
- Quirínia M. l. Ge, uma liberta, enterrada ao longo da Via Latina em Roma, juntamente com Marco Quirino Pânfilo, num túmulo datado do século I a.C. [5]
- Marco Quirino Hermes, cliente de Sexto Vestílio Líciso e Quirínia Januária, a quem dedicou um túmulo em Salerno, na Campânia. [6]
- Quirino Hilaro, nomeado em uma inscrição de Roma. [7]
- Quirínia Januária, sepultada em Salerno, aos quarenta e cinco anos, juntamente com Sexto Vestílio Líciso, num túmulo dedicado pelo seu cliente, Marco Quirínio Hermes. [6]
- Marcus Quirínio Pânfilo, sepultado ao longo da Via Latina, juntamente com Quirínia Ge, num túmulo datado do século I a.C. [5]
- Caio Quirino C. f. Próculo, nomeado numa inscrição de Aveia em Sâmnio. [8]
- Lúcio Quirínio Tusco, nomeado em uma inscrição de Roma. [9]